# NGC 3703
NGC 3703 este o galaxie spirală situată în constelația Cupa. A fost descoperită în 31 decembrie 1885 de către Ormond Stone⁠(d). Se află la o distanță de 113,24 megaparseci de Pământ.